# Martinskirche (Beedenbostel)

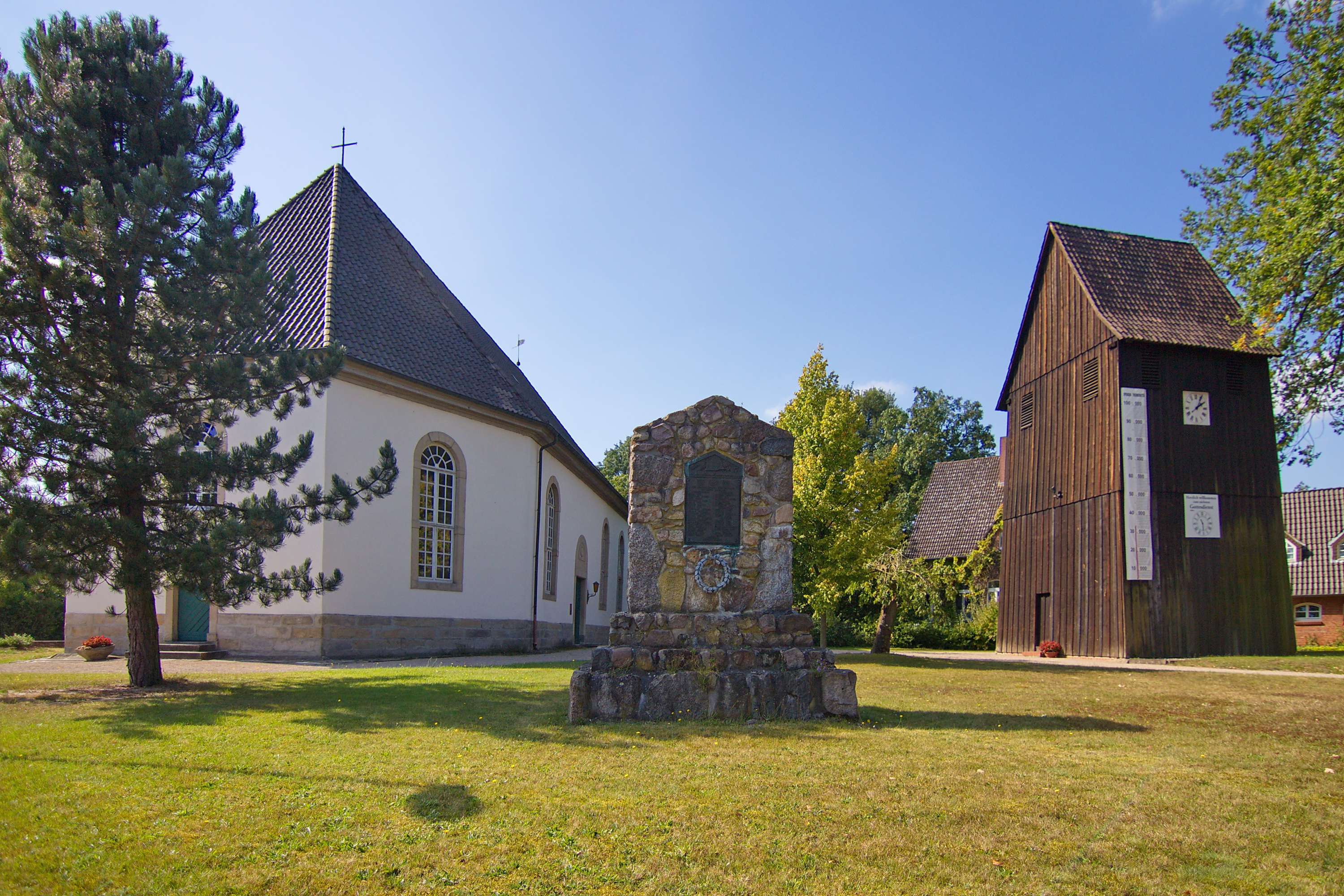
Martinskirche mit dem Glockenturm

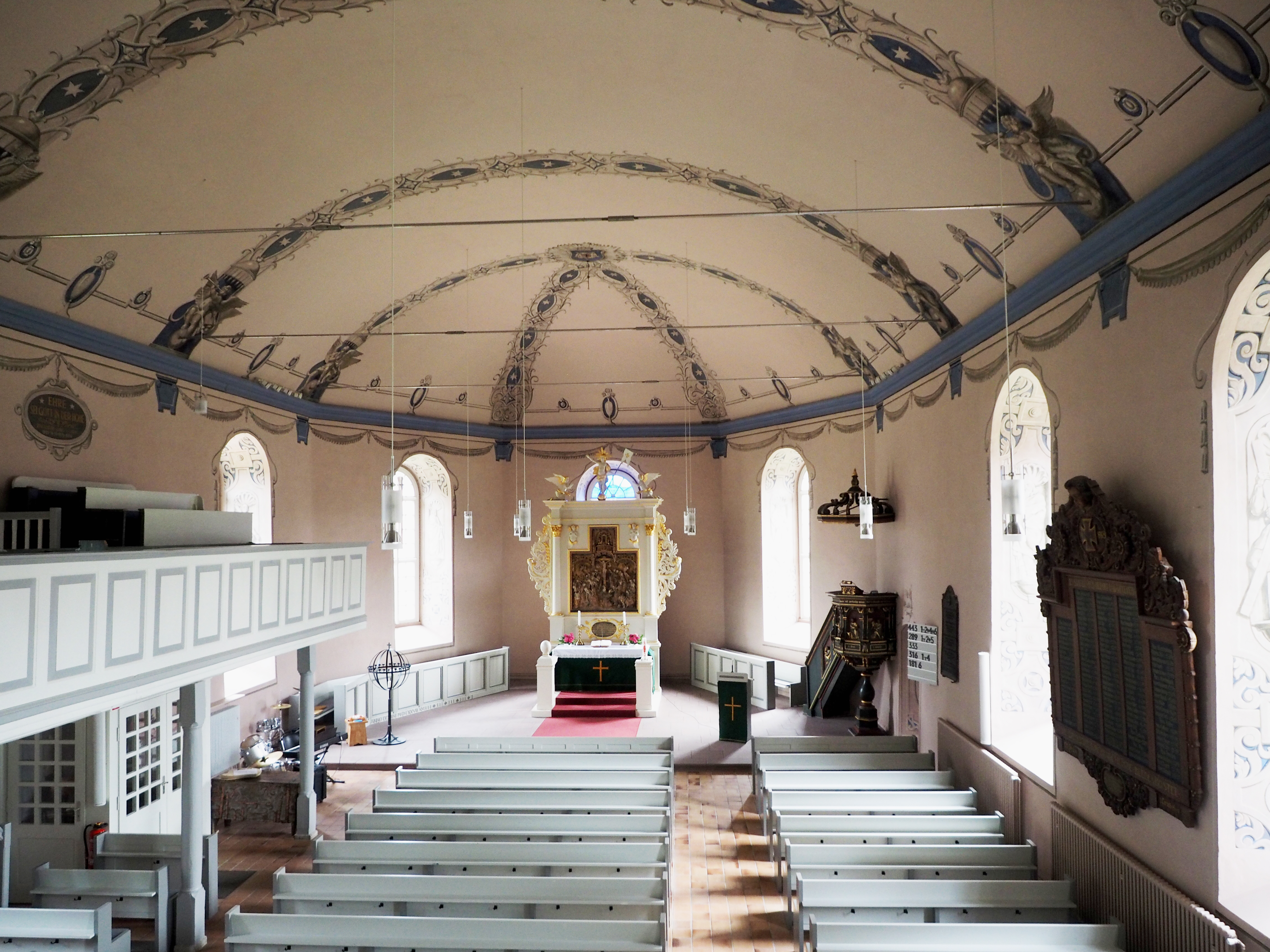
Innenraum mit Blick zum Altar

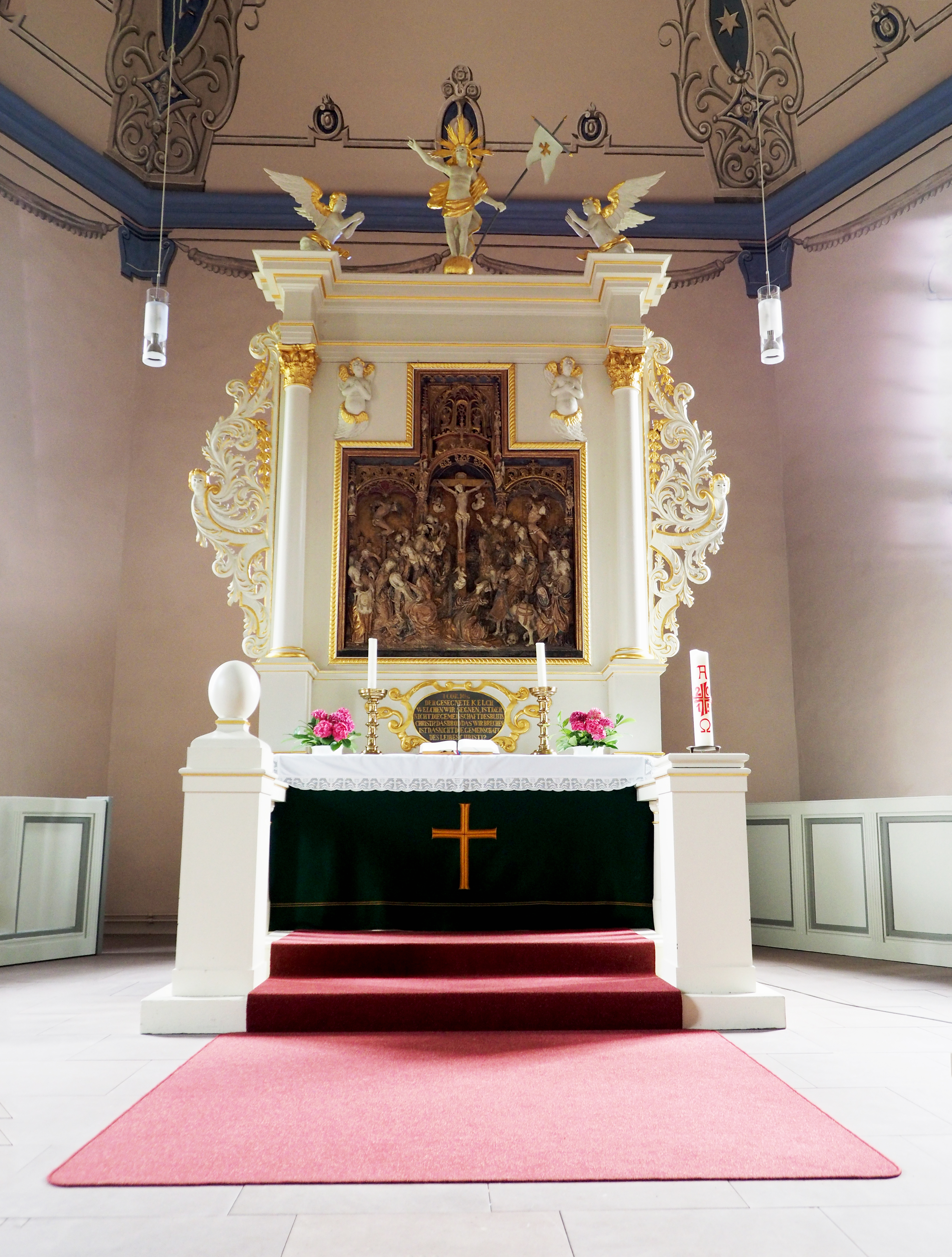
Flämischer Holzschnitzaltar

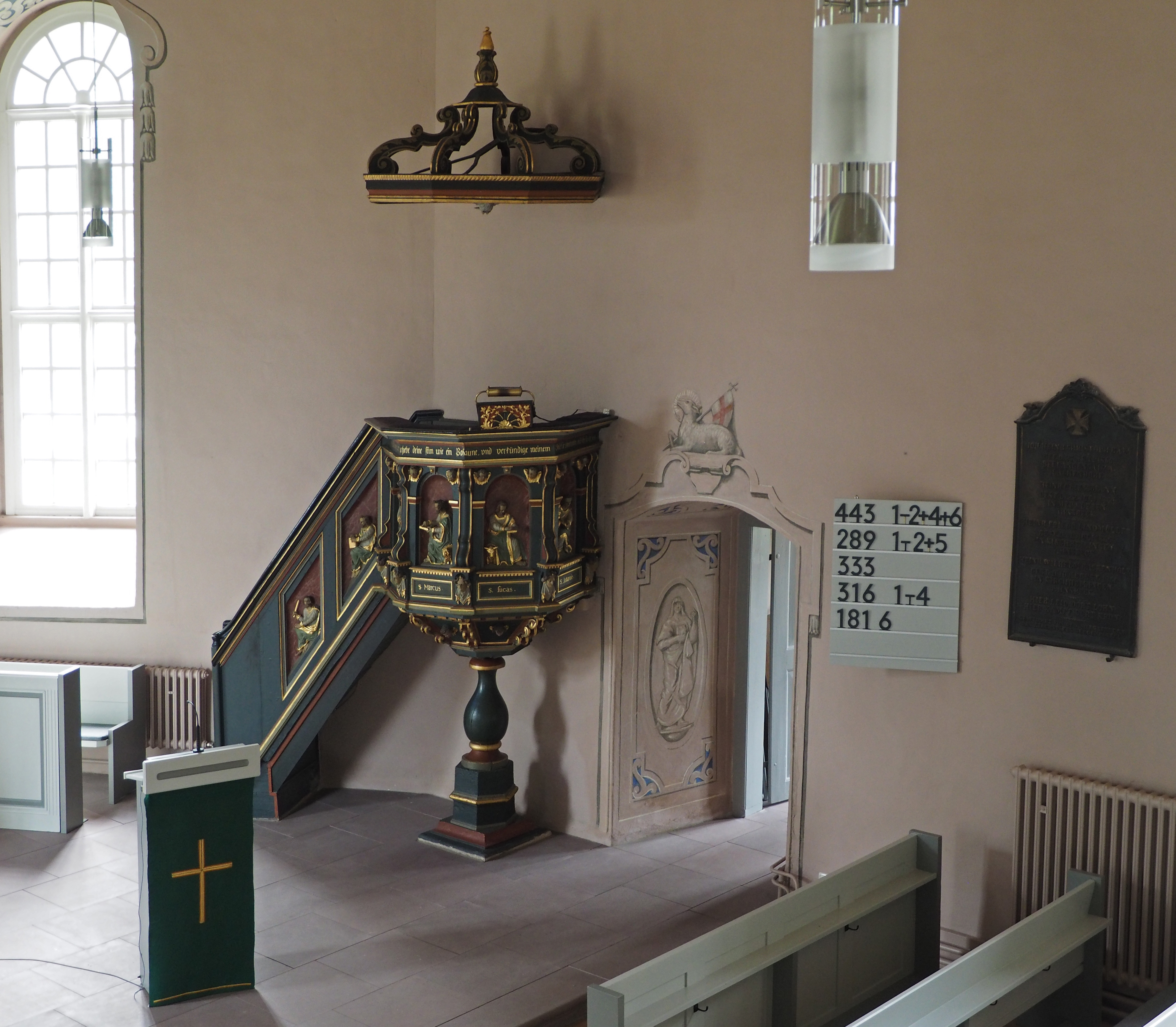
Kanzel

Die Martinskirche Beedenbostel ist eine ev.-luth. Kirche in Beedenbostel im Kirchenkreis Celle (Landkreis Celle, Niedersachsen). Kirchenpatron ist Martin von Tours. Die Kirche wurde 1735 in der Amtszeit des Pastors Johann Pflug erbaut. Der Holzglockenturm ist älter und stammt aus dem Jahr 1565/66.

## Geschichte
Die Martinskirche ist die dritte Kirche an diesem Ort. Die Taufkirche von 1051 war die erste. Die zweite Kirche ist vor 1481 gebaut worden. Am 21. März 1735 wurde der Grundstein der jetzigen Kirche gelegt. Die Fläche vergrößerte sich von 60 m2 auf 360 m2. Altar und Orgel wurden aus der alten Kirche übernommen.

## Ausstattung
Zusammen mit dem Neubau von 1735 errichtete man einen barocken Altaraufbau, in den der Mittelschrein eines flämischen Flügelaltars aus dem Spätmittelalter eingepasst wurde. Dieser ist von besonderer Qualität und kunstgeschichtlicher Bedeutung, weil er wichtige künstlerische und ikonographische Tendenzen der niederländischen Kunst aufgreift. Bildthema ist die bühnenartig ausgebaute Szenerie eines „volkreichen Kalvarienbergs“. Seine Qualität schließt aus, dass er ursprünglich für eine Dorfkirche bestimmt war. So vermutet man, dass das Bildwerk auf eine fürstliche Erwerbung oder Beauftragung zurückgeht und ursprünglich von Anna, der Witwe des Herzogs Friedrichs des Frommen für die 1485 geweihte Celler Schlosskapelle erworben wurde.
Er wurde 1989/1990 restauriert.
Die nach 1635 gefertigte Kanzel auf der Südseite neben der Sakristei zeigt Reliefs der Evangelisten.

## Orgel

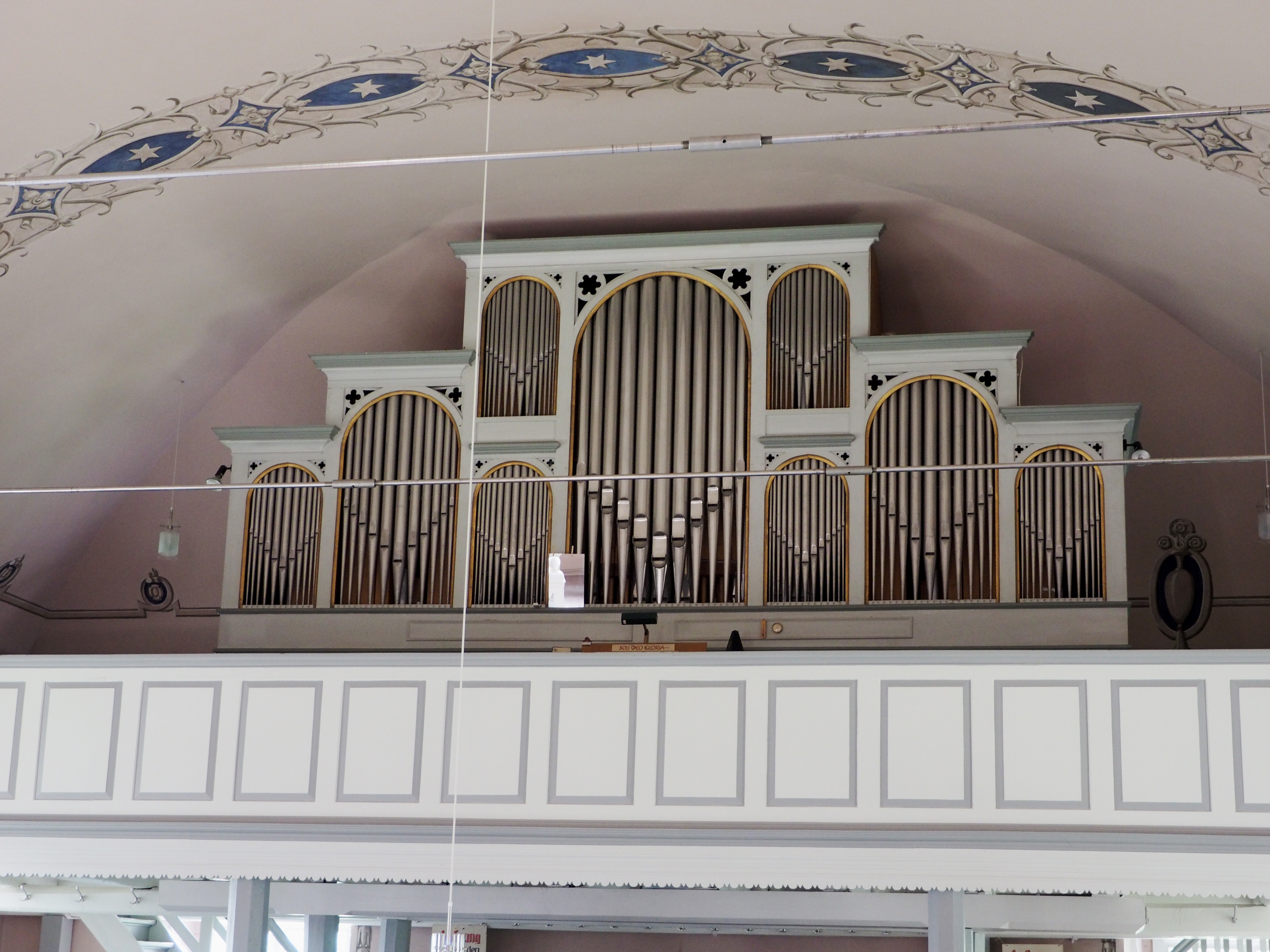
Orgel mit dem ursprünglichen Prospekt von Furtwängler

Die aus der zweiten Kirche mit übernommene Orgel war zu klein für den großen Raum der neuen Kirche. Die erste Orgel verfügte über sieben Register. Der Prospekt der zweiten Orgel (Philipp Furtwängler, 1855) ist noch heute Prospekt der jetzigen. Durch die Wiederentdeckung der Barockmusik Anfang des 20. Jahrhunderts schien die alte Orgel mit romantischem Klang dafür nicht geeignet. Außerdem gab es Schwierigkeiten mit der Technik. Im Januar 1928 wurde mit dem Abbau der alten Orgel begonnen. Die neue Orgel mit pneumatischer Traktur wurde durch die Orgelbaufirma Wetzel (Hannover) nach Disposition von Christhard Mahrenholz erbaut und am 6. Mai 1928 eingeweiht. 1958/1959 wurden klangliche Änderungen vorgenommen. Anfang der 1960er Jahre machten sich Verfallserscheinungen bemerkbar, bis sie 1968 nicht mehr spielbar war. So wurde 1972 durch die Firma Hammer (Hannover) die neue, vierte und jetzt aktuelle Orgel in das historische Gehäuse von 1855 eingebaut. Nun verteilen sich 26 Register auf zwei Manuale (Hauptwerk, Oberwerk) und Pedal.
| I Hauptwerk C– |     |
| Pommer         | 16′ |
| Prinzipal      | 8′  |
| Holzflöte      | 8′  |
| Oktave         | 4′  |
| Spillpfeife    | 4′  |
| Spitzflöte     | 2′  |
| Mixtur III-V   |     |
| Trompete       | 8′  |

| II Oberwerk C– |       |
| Gedackt        | 8′    |
| Blockflöte     | 4′    |
| Nasat          | 2 ⁄3′ |
| Prinzipal      | 2′    |
| Oktävlein      | 1′    |
| Zimbel II-III  |       |
| Dulzian        | 8′    |
| Tremulant      |       |

| Pedal C–         |     |
| Subbass          | 16′ |
| Oktave           | 8′  |
| Rohrflöte        | 8′  |
| Nachthorn        | 4′  |
| Oktavkornett III |     |
| Posaune          | 16′ |

- Koppeln: II/I, I/P, II/P

## Glocken und Turm
Der Glockenturm stammt aus dem Jahr 1565/1566. Vorher war er nur ein Gerüst aus Baumstämmen. In ihm sind zwei Glocken und die Turmuhr. Nachdem 1801 die erste Glocke von 1567 geborsten war, wurde aus ihrem und zusätzlichem Material eine Glocke gegossen. Sie trägt die Inschrift:
```
               Höret und Kömt
               Ich rufe zur Weisheit
               und festlichen Freude
               Stimme die Herzen zur Trauer
               Und wecke zur schnellern Hülfe
```

Nachdem die Nachfolgerin der 1724 gesprungenen Glocke 1918 eingeschmolzen wurde, wurde eine weitere Glocke gegossen. Sie trägt die Inschrift:
```
                O Land, Land, Land, höre des Herren Wort !
                Geopfert für Deutschlands Wehr 1918,
                wiedererstanden zu Gottes Ehr 1935
```